# Planococcoides lamabokensis
Planococcoides lamabokensis är en insektsart som först beskrevs av Alfred Serge Balachowsky och Michael D. Ferrero 1966.  Planococcoides lamabokensis ingår i släktet Planococcoides och familjen ullsköldlöss.
Artens utbredningsområde är Centralafrikanska republiken. Inga underarter finns listade i Catalogue of Life.